# Charles Johnson (koszykarz)
Charles Johnson (ur. 31 marca 1949 w Corpus Christi, zm. 1 czerwca 2007 w Oakland) – amerykański koszykarz, występujący na pozycji środkowego, dwukrotny mistrz NBA.

## Osiągnięcia
NCAA
- Laureat nagrody Frances Pomeroy Naismith Award (1971)[2]
- Zaliczony do[3]:
  - I składu Pac-8 (1969)
  - Galerii Sław Sportu uczelni Kalifornia (1996)
  - Pac-10 Hall of Honor (2008)

NBA
- Mistrz NBA (1975, 1978)[1]
- Wicemistrz NBA (1979)[1]